# Оша (Татарстан)
 Оша  — село в Нижнекамском районе Татарстана. Входит в состав Шереметьевского сельского поселения.

## География
Находится в центральной части Татарстана на расстоянии приблизительно 39 км по прямой на юго-запад от районного центра города Нижнекамск.

## История
Основано в начале XX века.

## Население
Постоянных жителей было: в 1920—125, в 1926—149, в 1949—214, в 1958—219, в 1970—215, в 1979—111, в 1989 — 54, в 2002 − 42 (чуваши 74 %), 29 в 2010.